# STS-96
STS-96 (englisch Space Transportation System) ist die Missionsbezeichnung für einen Flug des US-amerikanischen Space Shuttles Discovery (OV-103) der NASA. Der Start erfolgte am 27. Mai 1999. Es war die 94. Space-Shuttle-Mission, der 26. Flug der Raumfähre Discovery und der zweite Flug eines Shuttles zur Internationalen Raumstation (ISS).

## Mannschaft
- Kent Rominger (4. Raumflug), Kommandant
- Rick Husband (1. Raumflug), Pilot
- Daniel Barry (2. Raumflug), Missionsspezialist
- Tamara Jernigan (5. Raumflug), Missionsspezialistin
- Ellen Ochoa (3. Raumflug), Missionsspezialistin
- Julie Payette (1. Raumflug), Missionsspezialistin ( CSA/ Kanada)
- Waleri Tokarew (1. Raumflug), Missionsspezialist (Roskosmos/ Russland)

## Missionsbeschreibung
Die Discovery brachte mehr als 2,1 Tonnen Ausrüstungsgüter zur Baustelle der Internationalen Raumstation (ISS). Außerdem wurden verschiedene Wartungs- und Reparaturarbeiten in beiden Modulen ausgeführt. Zunächst koppelte das Shuttle am 29. Mai 1999 am Modul Unity an die Station. Dabei näherte sich das Raumfahrzeug der Station von oben.
Am folgenden Tag stiegen Jernigan und Barry für 7 Stunden und 55 Minuten aus dem Shuttle und montierten zwei Kräne (Strela bzw. ORU), die für das Bewegen größerer Lasten bei der Erweiterung der Station benötigt wurden. Außerdem wurden zwei kleine, transportable Plattformen installiert, auf denen zukünftige Außenbordmonteure sicher stehen können. Sie sind mit Halterungen für die Schuhe der Raumanzüge versehen. Schließlich wurden mehrere Werkzeugbehälter befestigt, eine Thermoabdeckung montiert und eine Antenne für das Early Communication System überprüft. Die Materialien waren in einem speziellen Container in der Ladebucht der Discovery untergebracht.

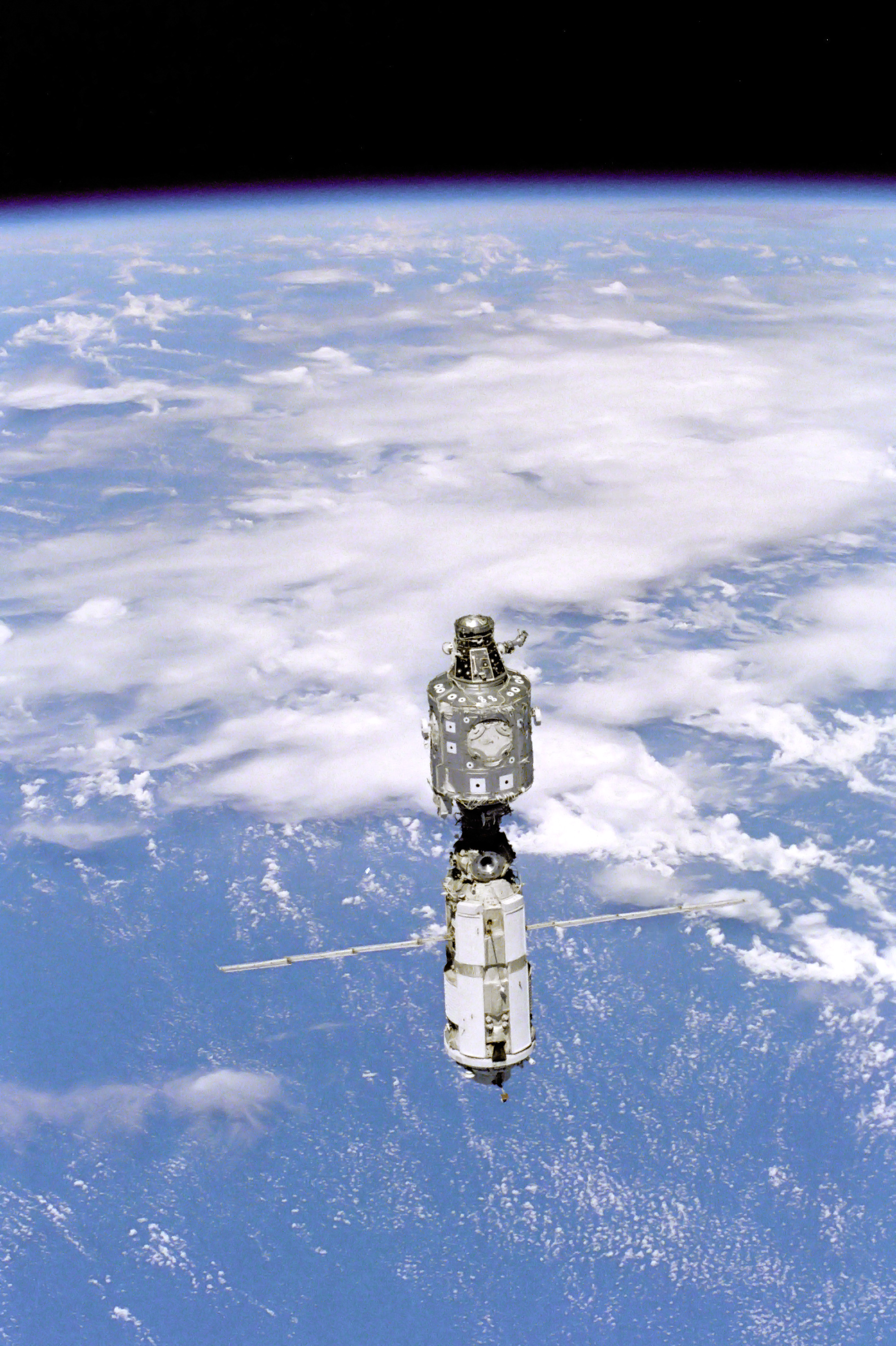
Internationale Raumstation nach dem Abdocken der Discovery

Am 31. Mai wurden die Luken zwischen Discovery und ISS geöffnet. An den folgenden Tagen wurden etwa 1,8 Tonnen Ausrüstungen, Wasser und Einrichtungsgegenstände aus dem SpaceHab-Doppelmodul in der Ladebucht der Discovery in die Raumstation transportiert. Dazu gehörten Regalteile, Bekleidung, Nahrungsmittel, Schlafsäcke und medizinische Geräte. Parallel dazu wurden zusätzliche Schalldämmungen am Ventilationssystem des Sarja-Modules angebracht, Ladekontrollgeräte an Batterien gewechselt, die Energieversorgung des Early Communication Systems ausgetauscht, Luftfilter gereinigt und Rauchdetektoren überprüft.
Am 3. Juni wurde die Bahn des Raumstationskomplexes mit den Triebwerken der Discovery angehoben. Danach koppelte die Raumfähre ab und umrundete die Station noch einmal. Zwei Tage später wurde am 5. Juni der Kleinsatellit STARSHINE (Student Tracked Atmosphere Research Satellite for Heuristic International Networking Equipment) ausgesetzt. Hierbei handelte es sich um eine 50 Zentimeter große Hohlkugel aus Aluminium, die mit kleinen Spiegelelementen beklebt war. Mehr als 25.000 Schüler aus 18 Ländern hatten die rund 900 Aluminiumspiegel poliert, die dem Satelliten das Aussehen einer Discokugel gaben. Die Schüler verfolgten die Bahn des Satelliten von der Erde aus und berechneten aus den Daten die Dichte der Atmosphäre in großen Höhen. Nach acht Monaten trat STARSHINE am 18. Februar 2000 in die dichteren Schichten der Atmosphäre ein und verglühte während seines 4212. Erdumlaufs.
Die Discovery landete bei Nacht in Florida.